# Eliasz (Ojaperv)
Eliasz, imię świeckie Ott Ojaperv (ur. 11 maja 1977 w Tartu, zm. 17 grudnia 2024) – duchowny Estońskiego Apostolskiego Kościoła Prawosławnego pod zwierzchnictwem Patriarchy Konstantynopola, od 2009 do 2024 biskup Tartu.

## Życiorys
W 2006 przyjął święcenia diakonatu, a w 2007 prezbiteratu. 10 stycznia 2009 otrzymał chirotonię biskupią. Zmarł 17 grudnia 2024 po długiej chorobie.